# ルーヴェンの戦い (1831年)
ルーヴェンの戦い（ルーヴェンのたたかい、英語: Battle of Hasselt）はベルギー独立革命の十日戦争中、1831年8月12日から翌13日にかけておきた戦闘。オランダ軍はベルギーの反乱軍に勝利したが、エティエンヌ・モーリス・ジェラール将軍率いるフランス軍との戦闘を防ぐために結局撤退した。その後はベルギーと停戦協定を締結、13日にルーヴェンを数時間占領した。

## 経過
1831年8月12日、ウィレム王子率いるオランダ軍はレオポルド1世の本営があるルーヴェン近郊に到着した。続く戦闘ではオランダ軍が勝利、ベルギー軍はディール川の後ろまで押され、オランダ軍はヘレントのアイゼレンベルヘ（Ijzerenberg）を占領した。
その後、ウィレム王子はエティエンヌ・モーリス・ジェラール将軍率いるフランス軍7万が国境を越えてベルギーを援助しようとしたことを知った。彼はペレンベルヘでベルギー軍との停戦協定を締結、戦闘はその後少しの間続いたが、8月13日の午後4時30分には全ての戦役が終わった。
13日、停戦協定で定められた通り、オランダ軍はルーヴェンを象徴的に数時間占領した。オランダ軍の先頭に立って入城したウィレム王子とフレデリック王子はルーヴェンを歩き、インでビールを飲んだ。翌14日にオランダ軍が撤退をはじめ、20日には全てのオランダ軍が撤退した。